# Marc Sabat
Marc Sabat (* 22. September 1965 in Kitchener, Ontario) ist ein kanadischer Komponist und Musikwissenschaftler.

## Leben und Wirken

### Werke
Marc Sabat hat Musik für konzertante Aufführungen geschrieben, Videos und Installationen mit akustischen Instrumenten unterlegt. Er bewegt sich im Bereich der computergenerierten Live-Elektronik, inspiriert von Untersuchungen zu Klang und Perzeption, vom amerikanischen Folk, experimenteller Musik sowie der Minimal Music.
Seine Musik wurde auf den Bludenzer Tagen zeitgemäßer Musik, den Donaueschinger Musiktagen, MaerzMusik, den Darmstädter Ferienkursen und der Carnegie Hall aufgeführt.
Sabat arbeitet auch mit bildenden Künstlern und Komponistenkollegen, wie seinem Bruder, dem Maler und Filmemacher Peter Sabat, mit John Oswald, Martin Arnold, Nicolas Fernandez, Matteo Fargion, Wolfgang von Schweinitz und Stefan Bartling zusammen. Seit 2006 ist Marc Sabat mit einer Serie befasst, die musikalische Kompositionen mit Werken des in Düsseldorf lebenden Künstlers Lorenzo Pompa in Szene setzt.

### Forschung
Seit den frühen 1990er Jahren forscht Sabat im Feld der Harmonie zum Begriffspaar Theorie und musikalische Praxis (reine Stimmung). Zusammen mit Wolfgang von Schweinitz entwarf er eine Methode zur Bezeichnung der natürlichen Stimmung – die sogenannte Extended Helmholtz-Ellis JI Pitch Notation. Er untersucht Intervalle empirisch mit Streich- und Blasinstrumenten und legte eine Liste von tuneable intervals vor – Intervallbeziehungen elektronischer und akustischer Instrumente innerhalb eines 3-Oktavenraums, die leicht nach dem Gehör gestimmt werden können. Solche Intervalle sind in einer Reihe jüngerer Kompositionen prominent vertreten und zugleich Basis sich selbst stimmender Algorithmen (Micromaelodeon). Die neueste Version war im April 2009 in ein Haken Audio Continuum Fingerboard, das in Max/MSP implementiert und programmiert ist.

### Studien, Lehrtätigkeit, Künstlerresidenzen
Sabat studierte an der University of Toronto, an der Juilliard School in New York und nahm Privatstunden bei Malcolm Goldstein, James Tenney und Walter Zimmermann. Er belegte Kurse in elektronischer und Computermusik an der McGill University. 2008 bis 2009 war er Teilnehmer eines Pilotprojekts der Graduiertenschule für die Künste und die Wissenschaften, initiiert von der Universität der Künste Berlin.
Er unterrichtet Komposition, Akustik und experimentelle Intonation an der Universität der Künste und war Gastkünstler am California Institute of the Arts, an der Escola Superior Barcelona, der Janáček-Akademie für Musik und Darstellende Kunst Brünn (JAMU) und am Pariser Konservatorium.
Im Herbst 2010 war er Artist in Residence der Villa Aurora in Los Angeles, 2011 folgte ein Jahresstipendium in der Villa Massimo in Rom. Er war Stipendiat der Akademie Schloss Solitude (1997–98) und im Künstlerhaus Edenkoben.

### Karriere als Violinist
Seit Beginn der 1980er Jahre war Sabat auch als Interpret auf Violine und adaptierter Viola aktiv, vorrangig im Bereich amerikanischer experimenteller Musik des 20. Jahrhunderts. Er nahm CDs unter anderem mit Musik von James Tenney, Morton Feldman, Christian Wolff und Maria de Alvear auf. In den 1990er Jahren, in Toronto lebend, gründete er ein Duo mit dem Pianisten Stephen Clarke und trat mit dem Modern Quartet sowie Arraymusic auf. Eine Konzertkarriere gab er zugunsten des Komponierens weitgehend auf.

## Werke

### 1990–1999
- 1993: 3 Chorales for Harry Partch (violin, viola)
- 1994: Beautiful city (string quartet)
- 1995: 2 piano studies
- 1996: Composition for trumpet and bass drum
- 1996: Quiet Winter (violin solo, 3 saxophones, 2 clarinets, violin, cello, bass)
- 1996: pier (ships horns; composed with John Oswald)
- 1996: Nocturne (piano)
- 1997: For Magister Zacharias (performance for amplified Steinway piano mechanism)
- 1997: for solo voice (soprano)
- 1997: You & Mr Mason (11 piano players with no previous experience required)
- 1997: An Opera (violin and clavichord or marimba; based on a text by Emmett Williams)
- 1997: Mein Mantel ist weg for Ensemble Da Noi (whistling, saxophones, violin, electric bass, harpsichord)
- 1997: Change in your pocket (performance for any string instrument & digital delay)
- 1997: New shoes, without laces (monodrama for female voice, accordion, violin, cello, percussion; text by Nicolas Fernandez)
- 1998: Trio for piano violin cello
- 1998: Ein modernes Kaufhaus (clarinet, trombone, cello, piano)
- 1998: Everlasting sweet peas (3 violins)
- 1998: Three Fleshy Loves (clarinet, violin, cello, piano)
- 1998: Backyard summer patio (bass clarinet, percussion, piano)
- 1999: 4 piano inventions (piano)

### 2000–2009
- 2000: Idyllily (11 solo strings [6,2,2,1] and obbligato voices); composed with Martin Arnold, John Oswald, Richard Wagner
- 2000: YOU MAY NOT WANT TO BE HERE (after Bruce Nauman) (violin, piano, voices; composed with Matteo Fargion)
- 2000: Hope (male and female voice, bass flute, clarinet, violin, viola, cello, piano; text by Philostratus, translated by Christian Wolff)
- 2001: John Jenkins (6 instruments & 2-manual harpsichord in Helmholtz Temperament)
- 2001: Johann Sebastian Bach RICERCAR Musikalisches Opfer 1 INTONATION (any 3 appropriate instruments in Just Intonation; made with Wolfgang von Schweinitz)
- 2002: Change in your pocket (DVD-Video with 2-channel sound; made with Nicolas Fernandez and Peter Sabat)
- 2002: Artificial Music for Machines (MIDI-output acoustic piano, computer-generated tuned sinetones)
- 2002: Three For Magister Zacharias (DVD-Video with 5-channel sound; made with Peter Sabat)
- 2003: John Jenkins (string trio and 2-manual harpsichord in Helmholtz Temperament)
- 2004: Three For Magister Zacharias (installation; made with Peter Sabat)
- 2004: Henrys Cowbell DJ & Strike (5 percussionists and computer-generated electronic tones)
- 2004: Les Duresses: a book of music in Just Intonation (solo violin/2 violins)
- 2005: Spectral Canon No. 1 (for James Tenney) (12 contrabasses or solo contrabass with delay)
- 2005: Wonderful Scatter (music scenery for 6-valve F tuba, computer, filtered loudspeaker)
- 2006: By the Rivers of Babylon (version for solo intoning voice and adapted viola with spoken, sung and played accompaniment on horn, trombone, and tuba; based on words and melody notated by Harry Partch)
- 2006: November 15, 1935 – Leaving Santa Barbara (version for solo intoning voice and adapted viola with spoken, sung and played accompaniment on violin, viola, and violoncello; based on words and melody notated by Harry Partch)
- 2007: AUTOMAT (music scenery for 2 violins and video; made with Peter Sabat)
- 2007: reminded of charlemagne Palestine (violin, cello, piano)
- 2007: WAKE for JIM (player-piano and live performer)
- 2007: reminded again (music scenery for accordion/harmonium and electronic tones)
- 2007: wave piano scenery player (MIDI piano, computer and live performer; made with Lorenzo Pompa)
- 2007: November 15, 1935 – Leaving Santa Barbara (version for solo intoning voice and violin; based on words and melody notated by Harry Partch)
- 2008: Claudius Ptolemy (violin, cello)
- 2008: De profundis clamavi ad te, Domine (viola, bass violin and cello – each instrumentalist must also sing)
- 2008: By the Rivers of Babylon (bass and mezzo-soprano voices, adapted viola and synthesizer; based on words and melody notated by Harry Partch)
- 2009: Erbsen (5 recorders or solo recorder with prerecorded track)
- 2009: eudaimonia (piano; composed with Stefan Bartling)
- 2009: Garden Songs (prerecorded voice, alto flute, dobro, percussion; text by Wolfgang Betke)
- 2009: Father's suit and watch (video ballet; made with Lorenzo Pompa)
- 2009: Tristan, Isolde (2 pianos)
- 2009: Cucumber Serenades (Gurkenlieder) (violin solo, violin choir, electronic tones)
- 2009: 2nd WAKE (for Bob) (computer-controlled Fokker organ in 31-tone equal temperament)

### Seit 2010
- 2010: Composition for La Monte Young (February 2010) (two players, twice the same instrument)
- 2010: String Quartet 2 (Cucumber Variation) (2 violins, viola, cello)
- 2010: Hairy Hippy Happy (double horn, tenorbass trombone, 5-valve F-tuba)
- 2010: Epistolae Cucumeris (edition; 2010)
- 2011: John Jenkins (2-manual harpsichord in just Intonation, six instruments)
- 2011: Euler Lattice Spirals Scenery (string quartet)
- 2011: Kaleidoskop für Gerd Lünenbürger (string ensemble)
- 2011: ERIK SATIE Vexations INTONATION (3 instruments-open)
- 2011: LOSS and GAIN (edition of 7 double LP vinyl dub plates)
- 2012: Jean-Philippe Rameau (any three sustaining instruments)
- 2012: Lying in the grass, river and clouds (solo piano and 14 instruments: alto flute/piccolo, oboe d’amore, clarinet, bassoon, horn, trombone, tuba, percussion, digital keyboard, violin 1, violin 2, viola, cello, bass)